# Ефект Гуржи

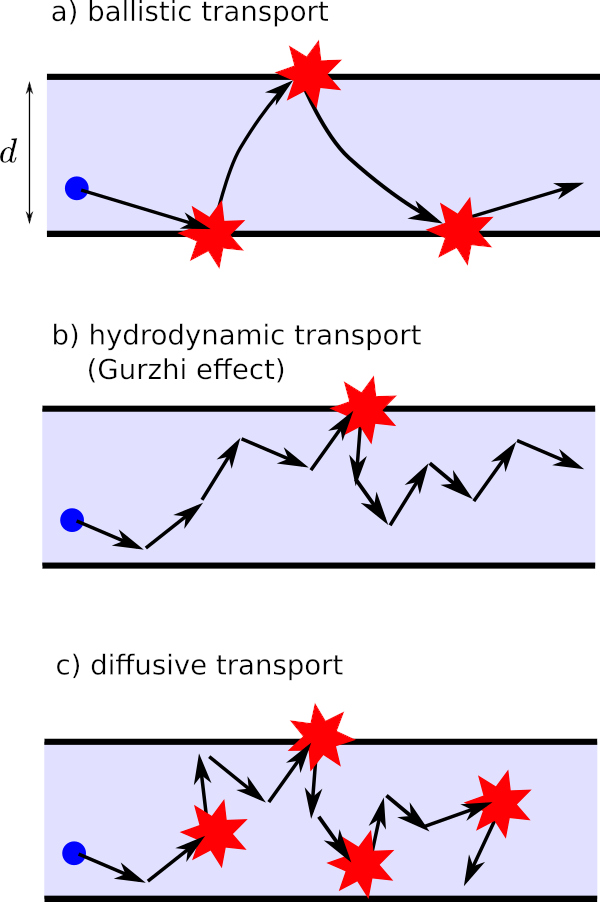
Показано різні режими транспорту зарядів. Блакитне коло – це електрон, що рухається в провіднику шириною d. Червоні зірки відповідають зіткненням із втратою повного імпульсу електрону..

Ефект Гуржи був теоретично передбачений   Радієм Миколайовичем Гуржи в 1963 році. Він полягає в зменшенні електричного опору {\displaystyle R} провідника кінцевих розмірів із підвищенням його температури {\displaystyle T} (тобто ситуація {\displaystyle dR/dT<0} для певного температурного інтервалу). Ефект Гуржи зазвичай розглядається як доказ гідродинамічного транспорту       у провідних середовищах. 
Механізм ефекту Гуржи наступний: Величина опору провідника обернена до {\displaystyle l_{lost}=\min\{l_{boundary},l_{V}\}} — середня довжина вільного пробігу, що відповідає втраті імпульсу в системі електронів{\displaystyle R\propto {\frac {1}{l_{lost}}},}де {\displaystyle l_{boundary}} – середня відстань, яку проходить електрон між двома послідовним взаємодіями з границею,  {\displaystyle l_{V}} є середнім вільним пробігом, що відповідає іншим можливостям втрати імпульсу. Відбиття електронів від границі вважається дифузним.
При низьких температурах реалізується балістичний транспорт: {\displaystyle l_{ee}\gg d}, {\displaystyle l_{lost}\approx l_{boundary}\approx d}, де {\displaystyle d} - ширина провідника, {\displaystyle l_{ee}} є середнім вільним пробігом, що відповідає  нормальним електрон-електронним зіткненням (тобто зіткненням без процесів перекиду імпульсу). При низьких температурах фонон, що випромінюється електроном, швидко взаємодіє з іншим електроном без втрати сумарного імпульсу електрон - фононної системи та {\displaystyle l_{ee}\approx l_{ep}}, де {\displaystyle l_{ep}\propto T^{-5}} – середній вільний пробіг, що відповідає електрон - фононним зіткненням. Також ми припускаємо {\displaystyle d\ll l_{V}} Таким чином, опір для найнижчих температур є постійною {\displaystyle R\propto d^{-1}} (див. малюнок). Ефект Гуржи з'являється при підвищенні температури, коли довжина електрон-електронних  зіткнень стає достатньо малою {\displaystyle l_{ee}\ll d}. У цьому режимі дифузійну довжину електронів між двома наслідками взаємодії з границею можна розглядати як вільний пробіг відносно втрат імпульсу. Користуючись відомими формулами броунівського руху, легко показати, що довжина траєкторії між двома зіткненнями з границею порядку {\displaystyle l_{lost}\approx l_{boundary}\approx d^{2}/l_{ee}}, а опір пропорційний {\displaystyle R\propto l_{ee}(T)/d^{2}\propto T^{-5}d^{-2}}. Таким чином, маємо від’ємну похідну {\displaystyle dR/dT<0} . Тому ефект Гуржи можна спостерігати при {\displaystyle l_{ee}\ll d\ll d^{2}/l_{ee}\ll l_{V}} .
Ефект Гуржи відповідає незвичайній ситуації, коли електричний опір залежить від частоти нормальних зіткнень. Як ми бачимо, цей ефект виникає через наявність границь зразка зі скінченним характерним розміром {\displaystyle d} . Пізніше група Гуржи виявила особливу роль гідродинаміки електронів у спіновому транспорті.   У такому випадку магнітна неоднорідність грає роль «межі» зі спін-дифузійною довжиною,  як характерного розміру замість {\displaystyle d} , як  раніше. Ця магнітна неоднорідність зупиняє електрони одного напрямку, і стає ефективним розсіювачем для електронів з протилежним спіном. У цьому випадку магнітоопір провідника залежить від частоти нормальних електрон-електронних зіткнень, а також від ефекту Гуржи.